# Liste der Kulturgüter in Val de Bagnes
Die Liste der Kulturgüter in Val de Bagnes enthält alle Objekte in der Gemeinde Val de Bagnes im Kanton Wallis, die gemäss der Haager Konvention zum Schutz von Kulturgut bei bewaffneten Konflikten, dem Bundesgesetz vom 20. Juni 2014 über den Schutz der Kulturgüter bei bewaffneten Konflikten sowie der Verordnung vom 29. Oktober 2014 über den Schutz der Kulturgüter bei bewaffneten Konflikten unter Schutz stehen.
Objekte der Kategorien A und B sind vollständig in der Liste enthalten, Objekte der Kategorie C fehlen zurzeit (Stand: 1. Januar 2023).

## Kulturgüter
| Foto | | Objekt | Kat. | Typ | Standort                                                                 | Beschreibung                                                                                                  |
| ---- | --- | --- | ---- | --- | ------------------------------------------------------------------------ | --- |
| ja   | Datei hochladen · Wikidata zu Kirche Saint-Maurice mit Beinhaus und ehemaligem Pfarrhaus (Q29527661) | Kirche Saint-Maurice mit Beinhaus und ehemaligem Pfarrhaus / Église Saint-Maurice, ossuaire, ancienne cure KGS-Nr.: 06603 | A    | G   | Le Châble, Chemin de l'Eglise 11b 582229 / 103233                        | |
| ja   | Datei hochladen · Wikidata zu Alpage de Louvie (Q29527657)                                           | Alpage de Louvie KGS-Nr.: 06604                                                                                           | A    | G   | Fionnay, Route de Mauvoisin 911 589930 / 100068                          | |
| ja   | Datei hochladen · Wikidata zu Dorfbrunnen Le Cotterg (Q29891884)                                     | Dorfbrunnen Le Cotterg / Le Cotterg, fontaine du village KGS-Nr.: 06608                                                   | B    | K   | Le Châble, Chemin du Four 582381 / 103776                                | |
| ja   | Datei hochladen · Wikidata zu Alte Brücke (Q29891913)                                                | Alte Brücke / Ancien pont KGS-Nr.: 06613                                                                                  | B    | G   | Mauvoisin 592528 / 94920                                                 | |
| ja   | Datei hochladen · Wikidata zu Chalet La Grande Garabagne (Q133834724)                                | Chalet La Grande Garabagne KGS-Nr.: 06688                                                                                 | B    | G   | Verbier, Chemin des Luis 62 583282 / 106045                              | |
| ja   | Datei hochladen · Wikidata zu Mauvoisin-Staumauer (Q595245)                                          | Mauvoisin-Staumauer / Barrage de Mauvoisin KGS-Nr.: 06777                                                                 | B    | G   | Bagnes, Val de Bagnes 593038 / 94053                                     | |
| ja   | Datei hochladen · Wikidata zu Seilbahn Médran (Q133839548)                                           | Seilbahn Médran / Télécabines de Médran KGS-Nr.: 06780                                                                    | B    | G   | Verbier, Rue de Médran 41 584153 / 104698                                | |
| ja   | Datei hochladen · Wikidata zu Wasserkraftwerk (Q17772383)                                            | Wasserkraftwerk / Usine hydroélectrique KGS-Nr.: 06781                                                                    | B    | G   | Fionnay, Route de Mauvoisin 445 589349 / 98233                           | |
| ja   | Datei hochladen · Wikidata zu Kirche Notre-Dame du Bon Conseil (Q55414015)                           | Kirche Notre-Dame du Bon Conseil / Église Notre-Dame du Bon Conseil KGS-Nr.: 06826                                        | B    | G   | Lourtier, Route de Mauvoisin 353 586463 / 100096                         | |
| BW   | Datei hochladen · Wikidata zu Steinspeicher (Q133843392)                                             | Steinspeicher / Grenier en pierre KGS-Nr.: 06829                                                                          | B    | G   | Bruson, Chemin du Clou 582986 / 101664                                   | |
| ja   | Datei hochladen · Wikidata zu Haus Perraudin (Q133846230)                                            | Haus Perraudin / Maison Perraudin KGS-Nr.: 06846                                                                          | B    | G   | Lourtier, Chemin Jean-Pierre Perraudin 9 586659 / 99738                  | |
| BW   | Datei hochladen · Wikidata zu Haus genannt «des Colonnes» (Q133846598)                               | Haus genannt «des Colonnes» / Maison dite «des Colonnes» KGS-Nr.: 06865                                                   | B    | G   | Le Châble, Chemin du Sommet 24 582316 / 103078                           | |
| ja   | Datei hochladen · Wikidata zu Drei Häuser mit vorgelagertem Treppenturm (Q29929458)                  | Drei Häuser mit vorgelagertem Treppenturm / Trois Maisons avec tour d’escalier en façade KGS-Nr.: 07209                   | B    | G   | Vollèges, Chemin de la Cotze 16 – Chemin de Comblonard 3 579052 / 104108 | |
| ja   | Datei hochladen · Wikidata zu Kirche Saint-Martin (Q29929463)                                        | Kirche Saint-Martin / Église St-Martin KGS-Nr.: 07210                                                                     | B    | G   | Vollèges, Route d'Etiez 10 579140 / 104016                               | |
| ja   | Datei hochladen · Wikidata zu Maison des Glaciers (Q27479632)                                        | Gletschermuseum in Lourtier / Musée des glaciers à Lourtier KGS-Nr.: 08744                                                | B    | S   | Lourtier, Chemin Jean-Pierre Perraudin 9 586659 / 99738                  | |
| ja   | Datei hochladen · Wikidata zu Speckstein-Haus (Q27479631)                                            | Speckstein-Museum / Musée de la pierre ollaire KGS-Nr.: 10691                                                             | B    | S   | Champsec, Chemin des Fontaines 8 584890 / 100600                         | |
| ja   | Datei hochladen · Wikidata zu Scie et Moulins de Sarreyer (Q27479711)                                | Sägewerk und Mühle in Sarreyer / Scie et moulin de Sarreyer KGS-Nr.: 10692                                                | B    | S   | Sarreyer, Chemin du Moulin 1 585424 / 101406                             | |
| ja   | Datei hochladen · Wikidata zu Schmiede Oreiller (Q29891882)                                          | Schmiede Oreiller / Forge Oreiller KGS-Nr.: 10693                                                                         | B    | G   | Le Châble, Chemin des Condémines 1 582340 / 103556                       | |
| ja   | Datei hochladen · Wikidata zu Alp Lia (Q29891886)                                                    | Alpage de la Lia KGS-Nr.: 13908                                                                                           | B    | G   | Mauvoisin 592778 / 92599                                                 | |
| BW   | Datei hochladen · Wikidata zu Alp Vasevay (Q29891887)                                                | Alpage de Vasevay KGS-Nr.: 13909                                                                                          | B    | G   | Mauvoisin 592599 / 96449                                                 | |
| BW   | Datei hochladen · Wikidata zu Alp Crêt (Q29891890)                                                   | Alpage du Crêt KGS-Nr.: 13910                                                                                             | B    | G   | Mauvoisin 591970 / 97540                                                 | |
| BW   | Datei hochladen · Wikidata zu Alp Giétro (Q29891900)                                                 | Alpage du Giétro KGS-Nr.: 13911                                                                                           | B    | G   | Mauvoisin 593769 / 93000                                                 | |
| ja   | Datei hochladen                                                                                      | Viadukt über die Dranse / Viaduc sur la Dranse KGS-Nr.: 17369                                                             | B    | G   | 577529 / 103161                                                          | Objekt liegt hälftig auf dem Gemeindegebiet von Val de Bagnes (KGS-Nr. 17369) und von Sembrancher (Nr. 17368) |
| ja   | Datei hochladen · Wikidata zu Haus Puippe oder Adelaïde (Q133847213)                                 | Haus Puippe oder Adelaide / Maison Puippe ou Adelaïde KGS-Nr.: 17443                                                      | B    | G   | Vollèges, Chemin des Fours 12 579240 / 104055                            | |